# لونا ۱۴
'لونا ۱۴'(به انگلیسی: Luna 14) یا لونیک ۱۴ (به انگلیسی: Lunik 14) یک فضاپیمای بدون سرنشین برنامه لونا ساخت اتحاد جماهیر شوروی سوسیالیستی بود. اعتقاد بر این است که این فضاپیما مشابه لونا ۱۲ و ابزار آن مشابه لونا ۱۰ بوده‌است.